# Ministère des Affaires sociales (Estonie)
Pour les articles homonymes, voir Ministère des Affaires sociales.
Le ministère des Affaires sociales  (en estonien : Sotsiaalministeerium) est un ministère chargé de la politique sociale en Estonie.

## Présentation
Le ministère est situé dans le bâtiment commun des ministères.

## Liste des ministres
Le poste est apparu pour la première fois dans le gouvernement de Mart Laar établi en 1992. En 2014, les responsabilités du ministre des Affaires sociales ont été réparties entre les deux postes nouvellement créés de ministre de la Protection sociale et de ministre de la Santé.

### Ministre des Affaires sociales (1992–2014)
- 22 octobre 1992 - 20 septembre 1994 Marju Lauristin.
- 20 septembre 1994 - 1er mai 1995 Toomas Vilosius.
- 17 avril 1995 - 20 novembre 1995 Siiri Oviir.
- 6 novembre 1995 – 1er décembre 1996 Toomas Vilosius.
- 2 décembre 1996 – 25 mars 1999 Tiiu Aro.
- 25 mars 1999 - 28 janvier 2002 Eiki Nestor.
- 28 janvier 2002 – 9 avril 2003 Siiri Oviir.
- 10 avril 2003 – 13 avril 2005 Marko Pomerants.
- 13 avril 2005 – 5 avril 2007 Jaak Aab.
- 5 avril 2007 – 23 février 2009 Maret Maripuu.
- 23 février 2009 – 10 décembre 2012 Hanno Pevkur.
- 11 décembre 2012 – 26 mars 2014 Taavi Rõivas

### Ministre de la Protection sociale (2014-2019)
- 26 mars 2014 – 30 mars 2015 Helmen Kütt
- 9 avril 2015 – 23 novembre 2016 Margus Tsahkna
- 23 novembre 2016 – 29 avril 2019 Kaia Iva

### Ministre de la Santé et du Travail (2014-2019)
- 26 mars 2014 – 30 mars 2015 Urmas Kruuse
- 9 avril 2015 – 14 septembre 2015 Rannar Vassiljev
- 14 septembre 2015 – 2 mai 2018 Jevgeni Ossinovski
- 2 mai 2018 - 29 avril 2019 Riina Sikkut

### Ministre des Affaires sociales (2019-2021)
- 29 avril 2019 – 26 janvier 2021 Tanel Kiik

### Ministre de la Santé et du Travail (2021-2023)
- 26 janvier 2021 – 3 juin 2022 Tanel Kiik
- 18 juillet 2022 – 17 avril 2023 Peep Peterson

### Ministre de la Santé (2023-2025)
- 17 avril 2023 - 11 mars 2025 : Riina Sikkut
- 11 – 25 mars 2025 : Signe Riisalo (intérim)

### Ministre de la Protection sociale (2021-2025)
- 26 janvier 2021 – 25 mars 2025 : Signe Riisalo

### Ministre des Affaires sociales (depuis 2025)
- 25 mars 2025 – : Karmen Joller